# Haha-jima
La isla de Hja o Haha-jima (en japonés: 母島),  también transcrito como "Hahashima", y cuyo significado literal es "Isla Madre", es una pequeña isla de Japón del grupo de islas Ogasawara, la segunda más grande del grupo localizada al sur del grupo. Tiene cerca de 21 km² de superficie.
Los puntos más altos son el monte Chibusa (Chibusa-yama), de unos 462 m, y el monte Sakaigatake (Sakaigatake) con 443m. La isla más grande del grupo, Chichi-jima ("isla del Padre") esta a aproximadamente 50 km al norte. Junto con las islas cercanas más pequeñas como Ane-jima, Imoto-jima y Muko-jima, Haha-jima forma el  Haha-jima Rettō (母島列島), o grupo Haha-jima.
La isla está dentro de los límites políticos de la ciudad de Ogasawara, subprefectura de Ogasawara, en Tokio, .
Haha-jima se llamaba originalmente isla Coffin o isla de Hillsborough y fue colonizada por los europeos antes de convertirse en parte de Japón. En la Segunda Guerra Mundial, el gobierno japonés evacuó la población del lugar y fortificó la isla, siendo el blanco de varios ataques de las fuerzas de EE. UU. durante la referida Guerra. Parte de las estructuras de defensa son ahora uno de los atractivos turísticos de la isla. La isla es accesible por ferry en un viaje de 2 horas desde Chichi-jima. La economía de Haha-jima se basa en la pesca, también existe una destilería de ron estatal.
Hoy Haha-jima tiene una población de 450 personas, pero la población era de 1.546 en 1904 y 1.905 en 1940. Hay una carretera desde el pueblo (ahora abandonado) de Kita (Kita-mura, 北村) en el extremo norte de la isla a la aldea de Oki (Oki-mura, 沖村) en el extremo sur de la isla, donde se encuentra el puerto.